# Walter Otto Grimm

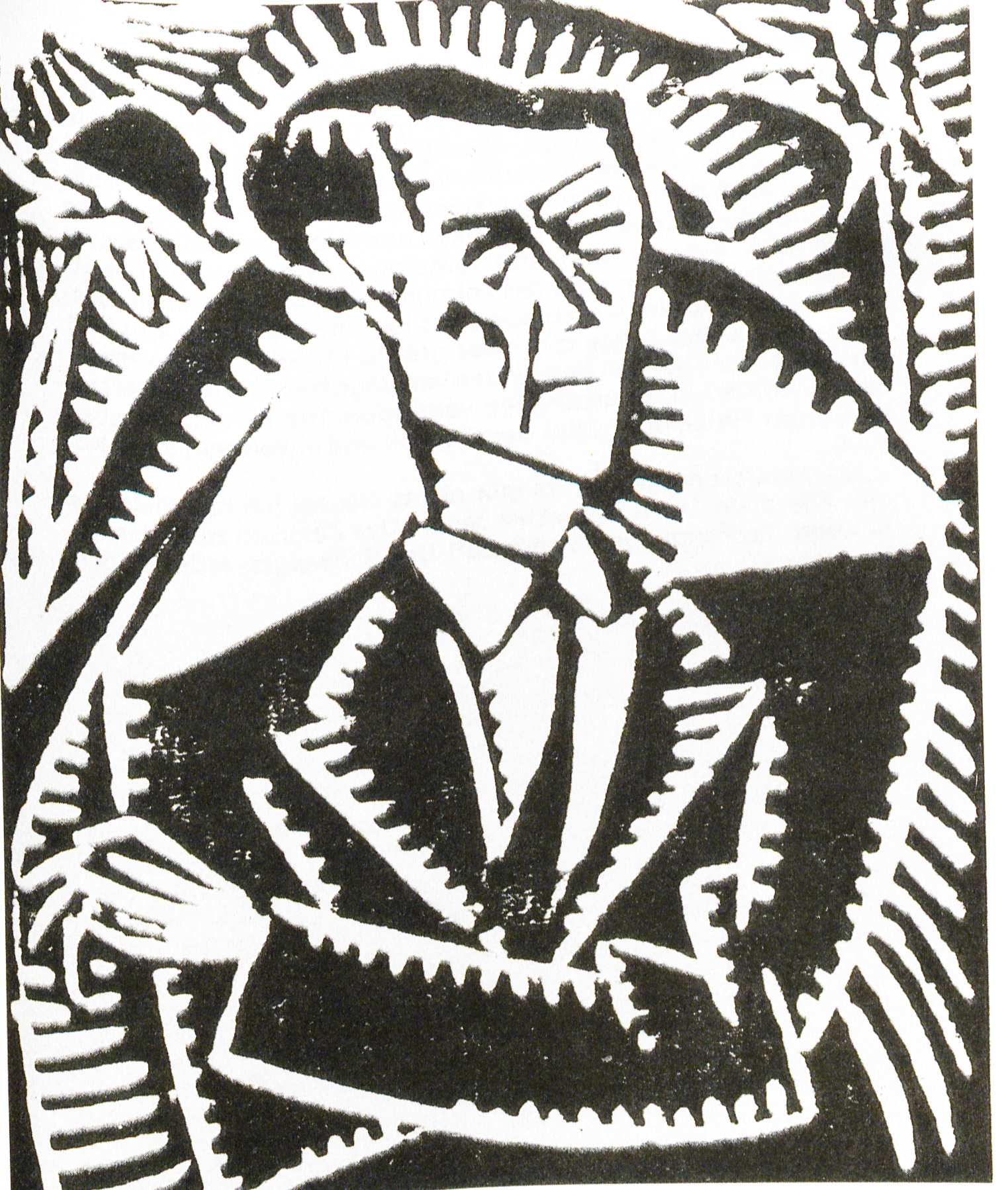
Selbstporträt (1918)

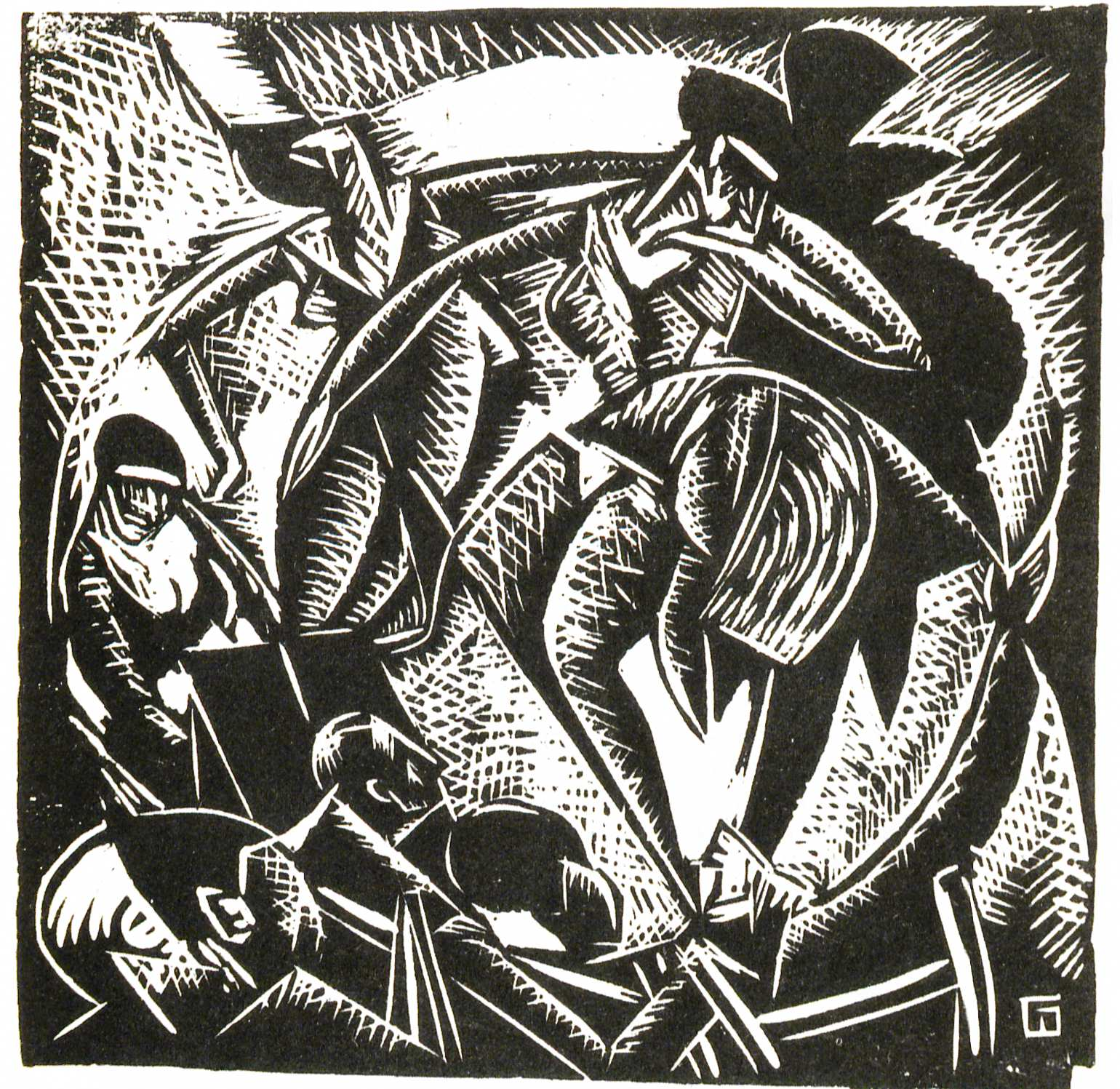
Das Cabarett (ohne Jahr)

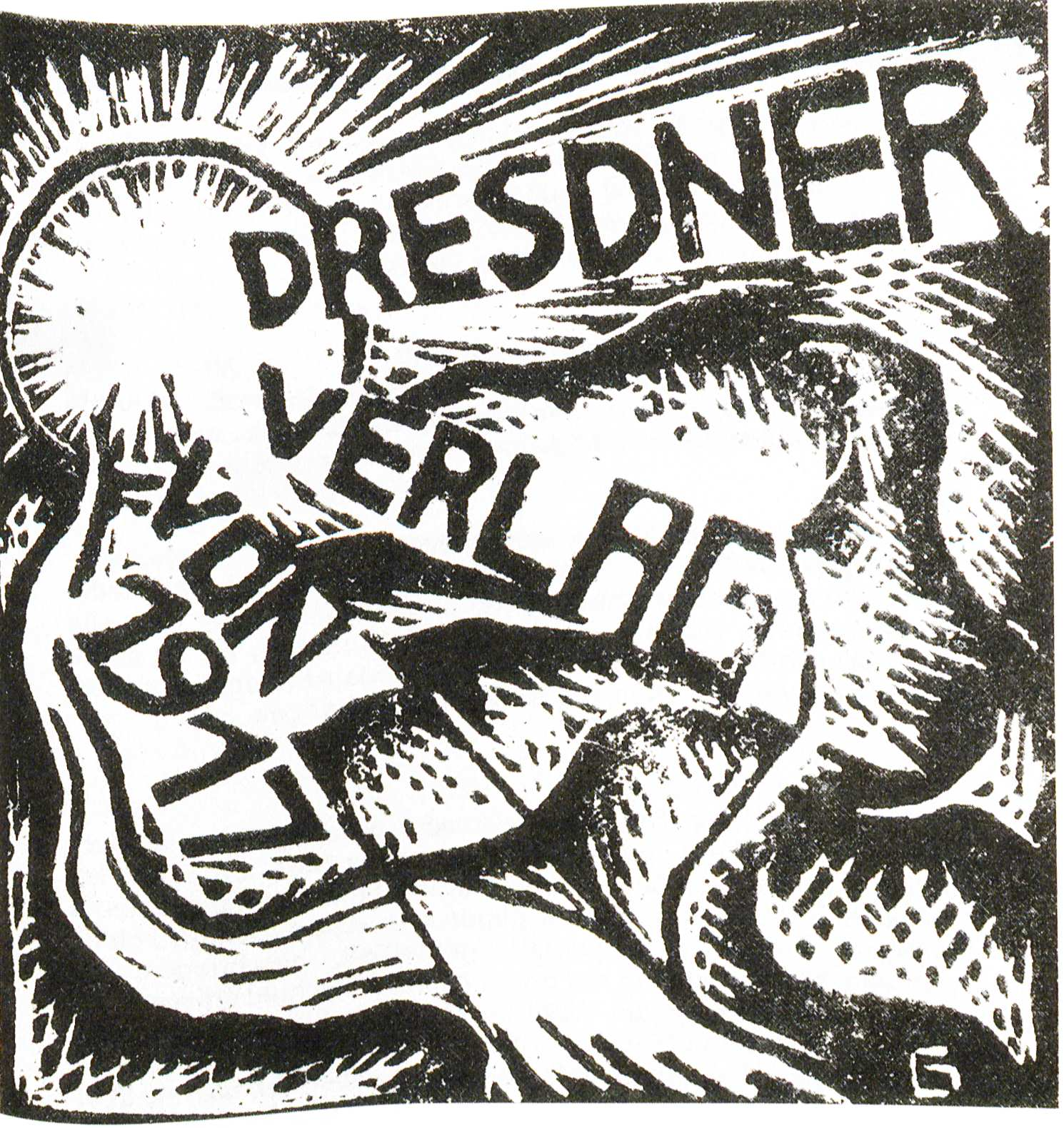
Dresdner Verlag von 1917

Walter Otto Grimm (* 2. Juni 1894 in Philadelphia oder Mulden (Massachusetts); † 15. Mai 1919 in Dresden) war ein deutscher Künstler mit US-amerikanischen Wurzeln.

## Leben
Walter Otto Grimm wurde als Sohn eines US-amerikanischen Vaters und einer deutschen Einwanderin in den USA geboren und siedelte mit seiner Mutter und seinen Geschwistern nach dem Tod seines Vaters 1908 nach Dresden über. 1915 nahm er ein Jurastudium in Leipzig auf; gleichzeitig begann er sich literarisch und künstlerisch zu betätigen. Nach dem Kriegseintritt der USA 1917 wurde Grimm in Deutschland als unerwünschter Ausländer angesehen und musste sich täglich auf einer Polizeidienststelle melden. Durch diese Auflage offenbar seelisch belastet gab er sein Studium auf, kehrte nach Dresden zurück und schloss sich dem expressionistischen Kreis um Conrad Felixmüller, Felix Stiemer und Georg Tappert an. Er gehörte der Gruppe 1917 sowie der Kieler Künstlervereinigung Der schwarze Turm an. Regelmäßig lieferte er nun Illustrationen für die Zeitschrift Die Menschen; außerdem arbeitete er ab 1918 als Bühnenbildner für zahlreiche Opern-, Theater- und Ballettinszenierungen in Dresden. So schuf er unter anderem Bühnenbilder für Peer Gynt und Macbeth. 15 Holzschnitte Grimms wurden im Dresdner Kunstkabinett ausgestellt. 
Trotz seiner künstlerischen Erfolge und einer Partnerschaft mit Lotte Haunstein, einer Enkeltochter des Marienberger Spielwarenfabrikanten Moritz Gottschalk, litt Walter Otto Grimm unter seiner Diskriminierung als Ausländer und unter seiner selbstgewählten Einsamkeit. Viele seiner Bilder hatten den einsamen Menschen in der Großstadt als Thema. Im ersten Heft mit Originalgraphiken des Schwarzen Turms waren zahlreiche Holzschnitte Grimms zu sehen und wurden von dem Lyriker Gerhard Ausleger (1891–1969), einem Mitglied der Expressionistischen Arbeitsgemeinschaft Dresden, gewürdigt. 
Im Frühjahr 1919 nahm Walter Otto Grimm sich das Leben. Seiner Lebensgefährtin Lotte Haunstein ist es zu verdanken, dass ein Teil seiner Werke erhalten blieb. 1986 wurden rund 70 Werke Grimms in der Berliner Galerie Bodo Niemann ausgestellt. Unter anderem befinden sich Bilder Grimms in der Gore Rifkind Collection in Los Angeles und im Kieler Stadtmuseum.